# Accoppiamento di Ullmann
L'accoppiamento di Ullmann o reazione di Ullmann è un processo di accoppiamento riduttivo tra due alogenuri arilici ottenuto con l'utilizzo di rame metallico. Il nome deriva da quello del chimico tedesco Fritz Ullmann che per primo la descrisse nel 1901.
Un esempio tipico è l'accoppiamento di due molecole di o-cloronitrobenzene per formare 2,2'-dinitrobifenile con una lega rame-bronzo:
La versione tradizionale dell'accoppiamento di Ullmann porta a diarili simmetrici e richiede condizioni drastiche, con rese che possono essere erratiche. In seguito sono stati introdotti miglioramenti e procedure alternative. Varianti moderne utilizzano palladio e nichel, e hanno ampliato il campo di applicazione della reazione, utilizzando condizioni più blande. Le rese tuttavia sono in genere modeste. Anziché usare la reazione di Ullmann, in chimica organica si preferisce spesso utilizzare reazioni di accoppiamento catalizzate da palladio come la reazione di Heck, l'accoppiamento di Hiyama e la reazione di accoppiamento di Sonogashira.

## Meccanismo
Il meccanismo di reazione dell'accoppiamento di Ullmann è stato ampiamente studiato. Misure di risonanza paramagnetica elettronica escludono la presenza di intermedi radicalici. La reazione probabilmente coinvolge la formazione di un composto organo-rame RCuX che poi reagisce con l'altro reagente arilico per sostituzione nucleofila aromatica.